# Animatori
The Animatori je zagrebački glazbeni sastav osnovan 1980. godine.

## Povijest sastava

### Početak rada i debi album
Godine 1980. sastav osnivaju Krešimir Blažević - Krešo, Andro Purtić, Vatroslav Markušić i Tomislav Brezičević - Toco.
Povijest sastava seže još iz 1977. godine kada Krešo iz rodnog Slavonskog Broda dolazi na studij u Zagreb te se pridružuje sympho rock sastavu Animatori. Oni ubrzo prestaju s radom, dok Krešo nakon tri godine osniva istoimeni sastav ali s drugačijim novim zvukom.
Prvi ozbiljniji nastup imali su na subotičkomu omladinskom festivalu 1982. godine kada nastupaju u finalu i uz sastav Xenia, La Fortunjeros te U škripcu osvajaju drugo mjesto. Prije toga su bili potpuno anonimni, a mnoge su iznenadili sa svojim repertoarom od preko 30 autorskih kompozicija.
U jesen iste godine objavljuju i svoj prvi singl "Male curice", a zatim u produkciji Željka Brodarića snimaju i prvi LP Anđeli nas zovu da im skinemo krila. Najveći uspjeh postiže naslovna pjesma koja se nekoliko mjeseci zadržala na prvom mjestu emisije "Hit mjeseca". Animatori su svojim zvukom totalno odudarali od tada tipičnih novovalnih sastava, dok su pjesme koje su se bavile odrastanjem i nostalgijom predstavile Krešu kao zrelog autora koji svoje originalne ideje zna obraditi u pop formu inspiriran britanskom glazbenom scenom 1960-ih godina.

### Od 1984. do 1987.
Na drugom albumu, Svi momci i djevojke kojeg su objavili 1984. godine, iza Animatora staje cijeli Parni valjak, od Husa, koji producira album, preko Akija koji pjeva prateće vokale pa do Rastka Miloševa - Rasa koji svira gitaru. Osim njih, na albumu gostuju i Miroslav Sedak Benčić (koji također surađuje s Valjkom, ali i ostalim velikim sastavima domaće scene) te Davor Rodik iz sastava Plava trava zaborava. S albuma se izdvaja pjesma "Ostat ću mlad" koja je iskorištena u filmu S.P.U.K. režisera Milivoja Puhlovskog, u kojem su članovi sastava i glumili. U kolovozu 1984. godine Krešo odlazi na odsluženje vojnoga roka, pa Animatori prestaju s radom.
Tokom pauze sastav napuštaju bubnjar Tomislav Brezičević, koji prelazi u sastav Karlovy Vary, dok violinist Vatroslav Markušić prelazi u sastav Plava trava zaborava, s kojim je i prije surađivao. Njih zamjenjuju bubnjar Dražen Šomek, te klavijaturist Toni Markulin. Treći album Dok ležim cijeli dan u sjeni snimaju u produkciji Branka Bogunovića - Pifa iz sastava Plava trava zaborava, a kao gost se ponovno pojavljuje Davor Rodik. Na snimanju gostuju još i bubnjar Ratko Divljak, klavijaturist Mato Došen, dok Zoran Predin iz sastava Lačni Franz pjeva u duetu s Krešom u pjesmi "Bijeg".

### Od 1992. do prestanka rada sastava
Nakon objavljivanja albuma sastav je napravio dužu pauzu, a sljedeću ploču snimaju tek 1992. godine pod nazivom Proljeće je zakucalo/Duhovi iz prošlosti. Podijelivši ploču na dvije cjeline - optimističnu pod nazivom "Proljeće je zakucalo" i depresivniju "Duhovi iz prošlosti", Krešo se autorski kreće od prvog albuma pa do tada aktualnih ratnih vremena, a s pjesmom "Kad se vratim kući" sudjeluju na kompilacijskom albumu Rock za Hrvatsku.
Godine 1995. objavljuju kompilaciju Reanimatori s podnaslovom "vaše - naše najdraže pjesme" koja sadrži njihove stare uspješnice. Album Sanjarica objavljuju 1996. godine, dok 1998. izdaju album K.B. & The Footballers koji je snimljen još 1985. godine. Te pjesme su mirnije, bez, za Animatore, uobičajene lepršavosti.
Oproštajni koncert održavaju 19. veljače 1999. godine u klubu Kulušić,kojeg tada samo Krešo drži na životu, a taj koncert izdaju i na CD-u pod nazivom Ima još puno vremena. Na koncertu gostuju violinist Rista Ibrić i Branko Bogunović - Pif.

### Nakon prestanka rada sastava
Nakon prestanka rada sastava, Krešo se i dalje bavi glazbom, surađujući s Brankom Bogunovićem, te sastavom Kulen Gang kojeg vodi Zvonimir Ćosić - Ćosa, a objavljuje u par knjiga pjesama te autobiografiju Ostat ću mlad. Piše recenzije za časopise "Vijenac", "Kana" i "Cantus", a radi i glazbu za dokumentarni film Bunarman Branka Ištvančića.
Nakon nastupa na dočeku Nove 2007. godine, Krešo odlučuje ponovno okupiti Animatore, te priprema i nove pjesme, no iznenada umire 19. ožujka 2007. godine u 49. godini života. U spomen na Krešu Blaževića 20. lipnja 2007. godine u Tvornici kulture održan je veliki koncert, a kao gosti su nastupili: Hana Blažević (Krešina kćerka) i njezin Izolierband, Berde Band, Neno Belan, Hakuna Matata, Davorin Bogović, Srđan Gojković - Gile, Branko Bogunović - Pif, Aki Rahimovski, Lačni Franz, Metessi & Zvijezde, Darko Rundek, te Zoran Predin
Godine 2007. izlazi i box set s 3 albuma Animatora: Anđeli nas zovu da im skinemo krila, Svi momci i djevojke i Dok ležim cijeli dan u sjeni u izdanju Croatia Recordsa.
U Slavonskom Brodu se svake godine održavaju oko 19. ožujka memorijali "Krešo Blažević" na kojem nastupaju razni slavonskobrodski sastavi uz goste (Krešine prijatelje) iz Zagreba. 

## Članovi
- Krešimir Blažević - vokal, gitara († 19. ožujka 2007.)
- Tomislav Brezičević - Toco - bubnjevi
- Andro Purtić - bas-gitara
- Vatroslav Markušić - violina
- Dražen Šomek - bubnjevi
- Predrag Miljuš - gitara
- Toni Markulin - klavijature
- Zoran Haraminčić - bas-gitara
- Goran Markić - bubnjevi
- Damir Vuk - klavijature
- Krešimir Gavran - akustična gitara, prateći vokal

## Diskografija

### Studijski albumi
- 1983. Anđeli nas zovu da im skinemo krila (Jugoton)
- 1984. Svi momci i djevojke (Jugoton)
- 1987. Dok ležim cijeli dan u sjeni (Jugoton)
- 1992. Proljeće je zakucalo/Duhovi iz prošlosti (Orfej)
- 1996. Sanjarica (Croatia Records)
- 1998. K.B. & The Footballers (Orfej)

### Uživo albumi
- 1999. Ima još puno vremena (HB Ton)
- 2007. Ostat će mlad - Sjećanje na Krešu Blaževića (Dallas Records)

### Kompilacije
- 1995. Reanimatori ili vaše naše najdraže pjesme, (Croatia Records)

### Singlovi
- 1982. Male curice/Živjeti mirno (Jugoton)
- 1983. Anđeli nas zovu da im skinemo krila/Ljeto nam se vratilo (Jugoton)
- 1984. Kao ogledala/Ostat ću mlad Jugoton)
- 1987. Bijeg/Stavi me na konopac (mali zeleni) (Jugoton)
- 1988. Dok ležim cijeli dan u sjeni/Dvije pijane budale (Jugoton)
- 1992. Proljeće je zakucalo/Duhovi prošlosti (Orfej)

### Ostalo
- 2007. 3CD Box Set (Croatia Records)